# Chất P
Chất P là một neuropeptide được tạo thành từ 11 amino acid — một undecapeptide — và là một phần của họ neuropeptide tachykinin. Thụ thể của nó, neurokinin loại 1 (NK-1R), là một thụ thể liên kết xuyên màng trên nhiều loại tế bào trong cơ thể bao gồm nội mô của mạch máu và bạch huyết, tế bào bạch cầu (WBC), nguyên bào sợi và tế bào thần kinh. Chức năng nổi tiếng nhất của Chất P là như một chất dẫn truyền thần kinh và một bộ điều biến cảm nhận cơn đau bằng cách thay đổi các con đường truyền tín hiệu tế bào. Ngoài ra, chất P có vai trò trong hoạt động tiêu hóa, xử lý trí nhớ, hình thành mạch, giãn mạch, tăng sinh và phát triển tế bào. Chất P hoạt động bằng cách thay đổi các con đường tín hiệu của tế bào chủ yếu thông qua các thụ thể kết hợp với protein G hoạt động thông qua cả inositol trisphosphat / diacylglycerol (IP3 / DAG) và hệ thống truyền tin thứ hai của chu kỳ adenosine monophosphat (cAMP), tùy thuộc vào loại tế bào